# Mira, Venezia

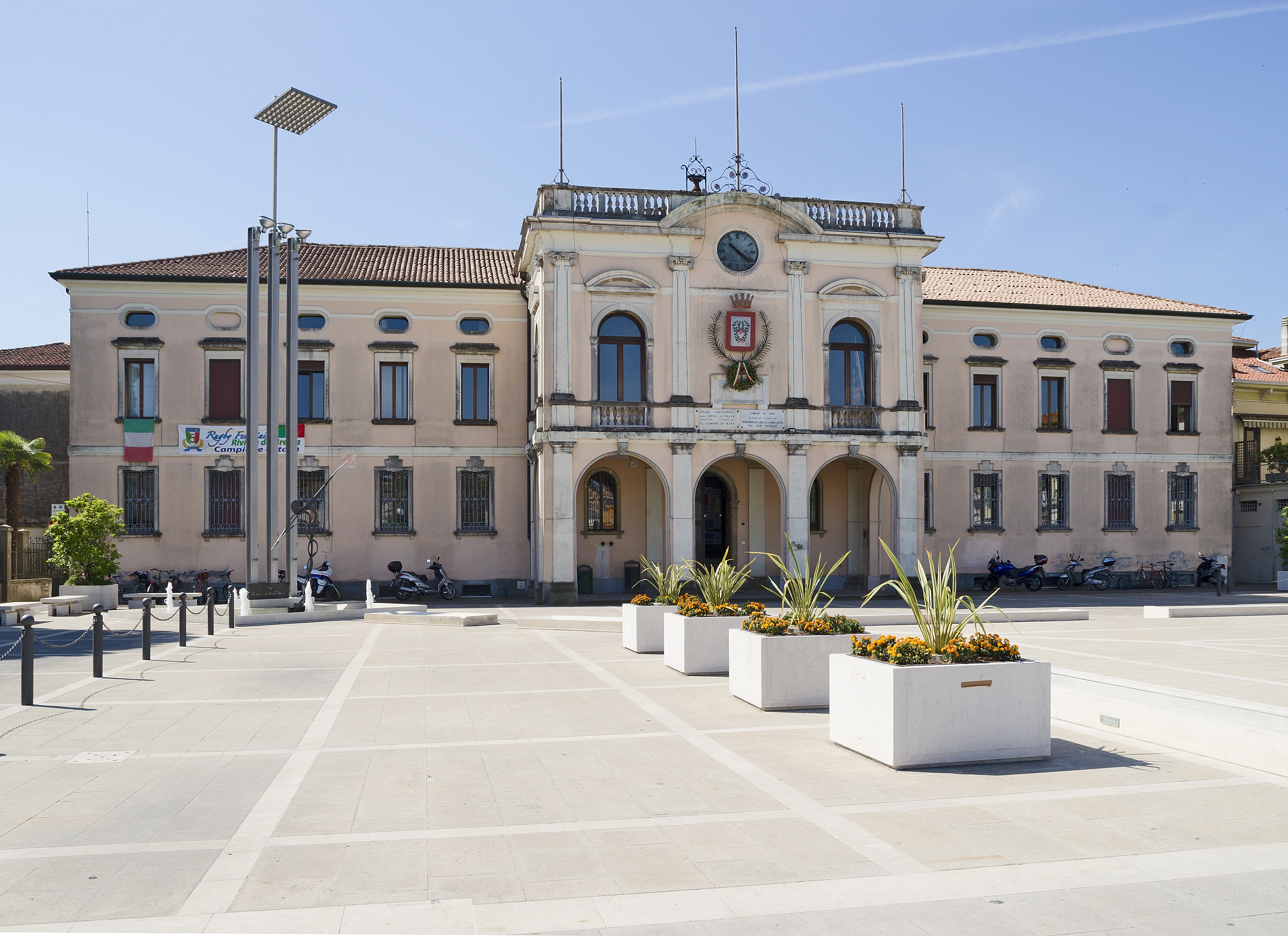
Tòa thị chính.

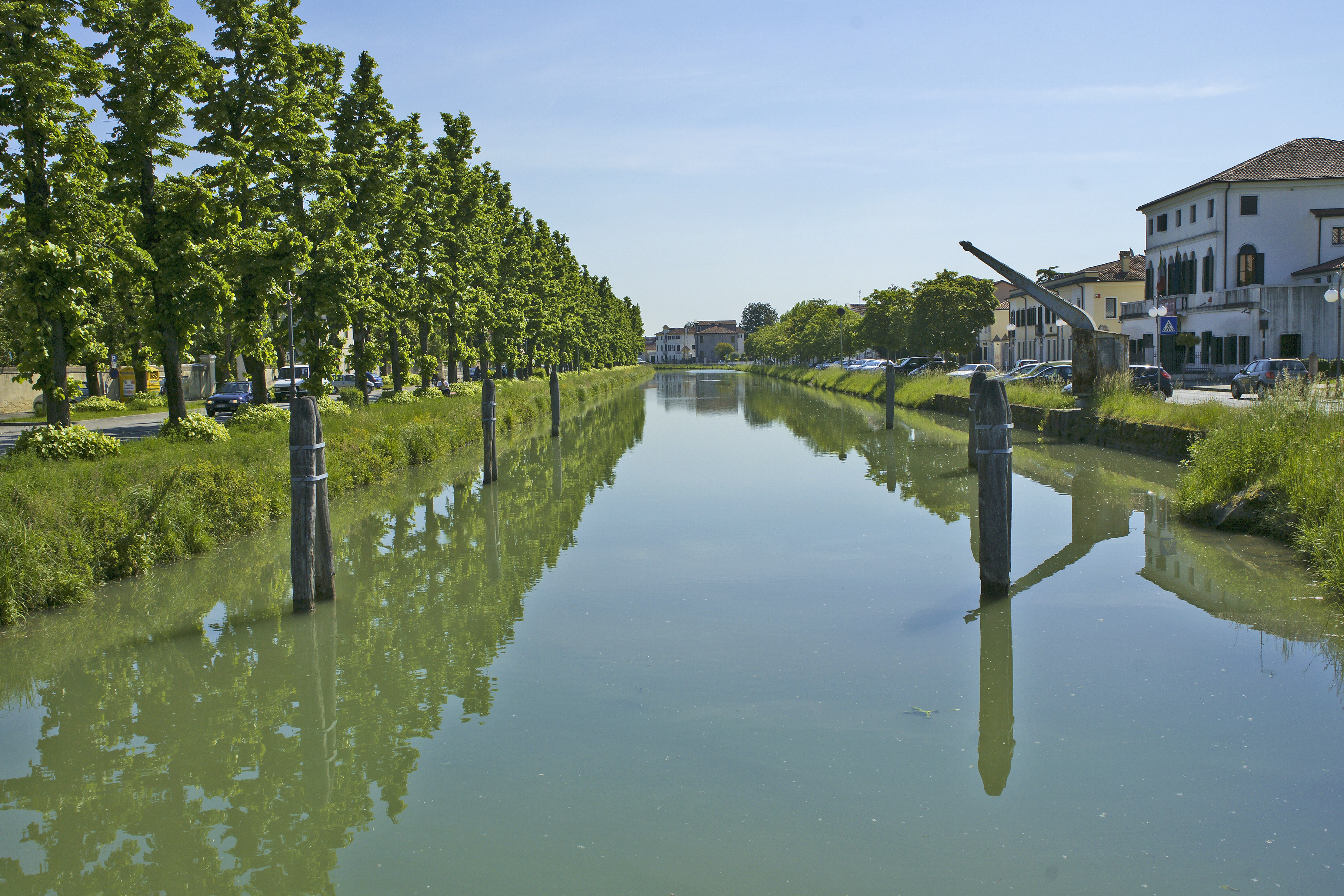
Naviglio del Brenta

Mira, Venezia là một đô thị và cộng đồng (comune) ở tỉnh Venezia trong vùng Veneto miền bắc nước Ý.
Đô thị Mira, Venezia có diện tích ki lô mét vuông, dân số thời điểm năm 31 tháng 5 năm 2005 là 37.737 người.
Đô thị Mira, Venezia có các đơn vị dân cư (frazioni) sau:
Các đô thị giáp ranh: 